# Wiktor Długosz
Wiktor Długosz, né le 1er juillet 2000 à Kielce en Pologne, est un footballeur polonais qui évolue au poste d'ailier droit au Korona Kielce.

## Biographie

### En club
Né à Kielce en Pologne, Wiktor Długosz est formé par le club de sa ville natale, le Korona Kielce, qu'il rejoint en 2011. Il joue son premier match en professionnel le 20 mai 2018, lors d'une rencontre de championnat face au Zagłębie Lubin. Il entre en jeu et son équipe s'incline par deux buts à zéro.
Le 3 février 2021 il s'engage avec le Raków Częstochowa, étant alors lié au club jusqu'en juin 2025,. Il joue son premier match sous ses nouvelles couleurs le 10 février suivant contre le Górnik Zabrze en Coupe de Pologne. Il entre en jeu à la place de Vladislavs Gutkovskis et son équipe s'impose par quatre buts à deux.
Wiktor Długosz remporte la Coupe de Pologne, jouant la finale le 2 mai 2022 contre le Lech Poznań. Il entre en jeu à la place de Deian Sorescu et son équipe s'impose sur le score de trois buts à un,.
Le 29 juin 2022, Wiktor Długosz rejoint le Ruch Chorzów sous la forme d'un prêt d'une saison avec option d'achat.
Le 1er juillet 2024, Wiktor Długosz fait son retour au Korona Kielce en signant un contrat d'une saison, soit jusqu'en juin 2025, avec une année supplémentaire en option.

### En sélection
En 3 septembre 2021, Wiktor Długosz joue son premier match avec l'équipe de Pologne espoirs contre la Lettonie. Il entre en jeu à la place de Mateusz Żukowski et son équipe l'emporte par deux buts à zéro.

## Palmarès
Raków Częstochowa
- Coupe de Pologne (1) :
  - Vainqueur : 2021-22.